# باشگاه فوتبال اندرلشت فیوچرز
باشگاه فوتبال اندرلشت فیوچرز (انگلیسی: RSCA Futures) یک باشگاه فوتبال مستقر در اتدرلشت، بلژیک است که در حال حاضر در لیگ حرفه‌ای چلنجر، دومین سطح لیگ فوتبال در این کشور به فعالیت می‌پردازد. 
این باشگاه مزرعه پرورش بازیکن و تیم دوم باشگاه فوتبال اندرلشت محسوب می‌شود و مطابق قوانین حتی در صورت صعود به رده بالاتر، نمی‌تواند به صورت همزمان با تیم اصلی در یک رده بازی کند.